# Ronde van Spanje 1935
De 1e editie van de Ronde van Spanje werd verreden in 1935 en duurde van 29 april tot en met 15 mei. Het parcours liep van Madrid naar Madrid over veertien etappes en de eindoverwinning ging naar de Belg Gustaaf Deloor.

## Verloop
Deze eerste editie van de Vuelta a España werd georganiseerd door de krant "Informaciones". Vijftig deelnemers verschenen aan de start van de eerste etappe, waaronder 18 buitenlandse renners. Na de derde etappe nam Gustaaf Deloor de leiding in het algemene klassement met een voorsprong van ruim negen minuten. Enkel Mariano Cañardo vormde nog een bedreiging voor dit algemene klassement maar toen laatstgenoemde in de dertiende etappe ten val kwam en ruim vijf minuten extra verloor op Deloor was het lot bezegeld. Deloor werkte het in de laatste etappe zelf af door deze te gaan winnen. Uiteindelijk reden 29 van de oorspronkelijk 50 deelnemers op 15 mei in Madrid over de eindstreep.

## Deelname
| 32 renners | Spanje                             |
| 06 renners | België                             |
| 03 renners | Frankrijk, Italië                  |
| 02 renners | Nederland, Oostenrijk, Zwitserland |

## Belgische en Nederlandse prestaties
Belgische etappezeges
Antoon Dignef won de 1e en 4e etappe.
Gustaaf Deloor won de 3e, 11e en 14e etappe.
François Adam won de 6e en 12e etappe.

## Etappeoverzicht
| Etappe | Datum    | Van - naar             | Km  | Etappewinnaar    | Klassementsleider |
| ------ | -------- | ---------------------- | --- | ---------------- | ----------------- |
| 1      | 29 april | Madrid-Valladolid      | 185 | Antoon Dignef    | Antoon Dignef     |
| 2      | 30 april | Valladolid-Santander   | 251 | Antonio Escuriet | Antonio Escuriet  |
| 3      | 2 mei    | Santander-Bilbao       | 199 | Gustaaf Deloor   | Gustaaf Deloor    |
| 4      | 3 mei    | Bilbao-San Sebastián   | 235 | Antoon Dignef    | Gustaaf Deloor    |
| 5      | 4 mei    | San Sebastián-Zaragoza | 264 | Mariano Cañardo  | Gustaaf Deloor    |
| 6      | 5 mei    | Zaragoza-Barcelona     | 310 | François Adam    | Gustaaf Deloor    |
| 7      | 7 mei    | Barcelona-Tortosa      | 188 | Antonio Montes   | Gustaaf Deloor    |
| 8      | 8 mei    | Tortosa-Valencia       | 188 | Max Bulla        | Gustaaf Deloor    |
| 9      | 9 mei    | Valencia-Murcia        | 265 | Salvador Cardona | Gustaaf Deloor    |
| 10     | 10 mei   | Murcia-Granada         | 285 | Max Bulla        | Gustaaf Deloor    |
| 11     | 11 mei   | Granada-Sevilla        | 260 | Gustaaf Deloor   | Gustaaf Deloor    |
| 12     | 13 mei   | Sevilla-Cáceres        | 270 | François Adam    | Gustaaf Deloor    |
| 13     | 14 mei   | Cáceres-Zamora         | 275 | Edoardo Molinar  | Gustaaf Deloor    |
| 14     | 15 mei   | Zamora-Madrid          | 250 | Gustaaf Deloor   | Gustaaf Deloor    |

## Eindstand

### Algemeen klassement
| Plaats | Renner                | Tijd       |
| ------ | --------------------- | ---------- |
| 01     | Gustaaf Deloor        | 120u00'07" |
| 02     | Mariano Cañardo       | + 13'28"   |
| 03     | Antoon Dignef         | + 20'10"   |
| 04     | Edoardo Molinar       | + 22'42"   |
| 05     | Max Bulla             | + 28'51"   |
| 06     | Alfons Deloor         | + 47'26"   |
| 07     | Paolo Bianchi         | + 51'51"   |
| 08     | Fernand Fayolle       | + 52'58"   |
| 09     | Walter Blattmann      | + 1u09'09" |
| 10     | Marinus Valentijn     | + 1u09'46" |
| 11     | Salvador Cardona      | + 1u13'31” |
| 12     | Leo Amberg            | + 1u14'46” |
| 13     | Juan Gimeno           | + 1u18'07” |
| 14     | Gerrit van de Ruit    | + 1u25'15” |
| 15     | François Adam         | + 1u36'40” |
| 16     | Vicente Bachero       | + 1u38'25” |
| 17     | Francisco Cepeda      | + 1u41'18” |
| 18     | Antonio Andrés Sancho | + 1u58'37” |
| 19     | Américo Tuero         | + 2u41'29” |
| 20     | Salvador Molina       | + 2u47'18” |
| 21     | Isidro Figueras       | + 2u52'09” |
| 22     | Joaquin Bailon        | + 3u25'38” |
| 23     | Antonio Montes        | + 3u28'40” |
| 24     | Manuel Gines          | + 3u46'08” |
| 25     | Karl Thallinger       | + 3u52'20” |
| 26     | Ramón Ruiz            | + 4u10'00” |
| 27     | Rafael Pou            | + 4u11'48” |
| 28     | Luis Esteve           | + 4u13'28” |
| 29     | Francisco Mula        | + 5u44'57” |

### Bergklassement
| Plaats | Renner          | Punten |
| ------ | --------------- | ------ |
| 01     | Edoardo Molinar | 68     |
| 02     | Luigi Barral    | 68     |
| 03     | Leo Amberg      | 51     |
| 04     | Antoon Dignef   | 43     |

### Landenklassement
Er was ook een landenklassement, dat werd berekend door de posities in het algemeen klassement van de beste twee renners per land op te tellen.
| Plaats | Land        | Punten |
| ------ | ----------- | ------ |
| 01     | België      | 04     |
| 02     | Italië      | 11     |
| 03     | Spanje      | 13     |
| 04     | Zwitserland | 21     |
| 05     | Nederland   | 24     |
| 06     | Oostenrijk  | 30     |

 winnaars · rode trui · 
 puntenklassement · 
 bergklassement · 
 combinatieklassement · 
 jongerenklassement · 
 ploegenklassement · 
 strijdlust

 Belgische leiderstruidragers · etappewinnaars

 Nederlandse leiderstruidragers · etappewinnaars
1935 · 1936 · 1937 · 1938 · 1939 · 1940 · 1941 · 1942 · 1943 · 1944 · 1945 · 1946 · 1947 · 1948 · 1949 · 1950 · 1951 · 1952 · 1953 · 1954 · 1955 · 1956 · 1957 · 1958 · 1959 · 1960 · 1961 · 1962 · 1963 · 1964 · 1965 · 1966 · 1967 · 1968 · 1969 · 1970 · 1971 · 1972 · 1973 · 1974 · 1975 · 1976 · 1977 · 1978 · 1979 · 1980 · 1981 · 1982 · 1983 · 1984 · 1985 · 1986 · 1987 · 1988 · 1989 · 1990 · 1991 · 1992 · 1993 · 1994 · 1995 · 1996 · 1997 · 1998 · 1999 · 2000 · 2001 · 2002 · 2003 · 2004 · 2005 · 2006 · 2007 · 2008 · 2009 · 2010 · 2011 · 2012 · 2013 · 2014 · 2015 · 2016 · 2017 · 2018 · 2019 · 2020 · 2021 · 2022 · 2023 · 2024 · 2025